# Galandou Diouf
Pour les articles homonymes, voir Diouf.
Galandou Diouf (ou Ngalandou Diouf) est né le 14 septembre 1875, à Saint-Louis et mort le 6 août 1941 à Cannes (Alpes-Maritimes), est un homme politique français.
Il est le deuxième musulman député français après le converti Philippe Grenier. Précédé par Blaise Diagne, il fut également le deuxième Africain élu à la Chambre depuis le début de la colonisation. Il est élu à la Chambre des députés française de 1934 à 1940, et prorogé comme ses collègues pour 1940-1941. Il joue un rôle important dans la défense des intérêts commerciaux de la côte occidentale d'Afrique et la reconnaissance des anciens combattants africains ayant servi pour la France lors de la Grande Guerre.

## Biographie

### Jeunesse
Né en 1875 à Saint-Louis (Ndar), il est le fils d'un père sérère, John Legros Diouf de la famille Diouf, et d'une mère wolof, Déthié Gueye. Il fut élevé dans la religion musulmane et il se considéra toujours comme membre de la communauté islamique du Sénégal. Sa famille l'envoya cependant à l'école de garçons des Frères de Ploërmel, et il étudia plus tard à l'éphémère école secondaire catholique de Saint-Louis. Comme habitant des Quatre communes, il est considéré comme « indigène » des colonies françaises à sa naissance, juridiquement comme national français de statut local. Comme les maîtres d'école étaient très demandés à l'époque où il achevait ses études, il obtint son premier emploi à l'école primaire de Dagana, sur le fleuve, en amont de Saint-Louis. Diouf se fatigua de l'enseignement et devint successivement receveur des postes à Dagana, chef de train sur le Dakar-Saint-Louis, et chef de station à la gare de Dakar. Il découvrit que, dans tous les postes, les employés africains ne recevaient qu'une fraction des salaires français et, en 1910, il décidait d'entrer dans le monde des affaires, devenant comptable chez Abou Salam Boughreb, le plus important marchand marocain de Dakar. En 1912, il entre au service de la firme bordelaise Buhan et Teisseire comme chef comptable, ce qui lui donne accès à un large carnet d'adresse d'industriels sénégalais et français. Pendant la guerre, la loi Blaise Diagne du 29 septembre 1916 lui donna la pleine citoyenneté française.

### Débuts politique
En 1909, il est le premier élu africain depuis le début de la colonisation ; il représente la commune de Rufisque (Teunggèdj) au conseil général de Saint-Louis, alors capitale du Sénégal. Il est élu grâce à l'électorat de la communauté des Lébous de Rufisque, une communauté originaire de la presqu'île du Cap-Vert qui désiraient du changement face à la domination des marchands français. Les Lébous sont séduits par Galandou Diouf, qui ne craignait pas de tenir tête aux Français et aux Créoles.
Il fait campagne pour davantage d'industrie locale, et davantage de justice sociale pour séduire les Lébous.
En 1912, il aide à la création du premier parti politique africain du Sénégal : les Jeunes Sénégalais, dont le nom s'inspirait de celui d'autres mouvements comme les Jeunes-Turcs de l'Empire ottoman ou les Jeunes-Tunisiens et Jeunes-Algériens.

### Journalisme
Défenseur de l'égalité africaine et opposant à la discrimination, il collabore au journal La Démocratie, le journal progressiste de Jean Daramy d'Oxoby. Il est le fondateur du journal Le Sénégal. Diouf défend la nécessité d'instaurer un nouvel ordre au sein de la politique sénégalaise loin des alliances franco-créoles ou créoles-africaines ; pour lui l'avenir appartient aux Africains : 

« Oubliant le passé de leurs ancêtres et le leur, certains Français indésirables venus de la métropole voudraient tenter de nous maintenir sous le joug de l'esclavage en dépit des libertés que nous a généreusement octroyé la Révolution française. La République française, Messieurs, nous a libérés au même titre que vous ; si nous sommes les esclaves de la dernière heure, vous étiez parmi ceux de la première. »

### Carrière militaire
Lors de la Grande Guerre, Diouf s'engage volontairement comme soldat des troupes françaises de la métropole, il est sous-lieutenant au 144e régiment d'infanterie territoriale. Il est décoré de la médaille de la croix de guerre et nommé chevalier de la Légion d'honneur par décret du 13 novembre 1918 rendu sur le rapport du ministère des Colonies. Il reviendra blessé, avec des lésions pulmonaires dues au chlore utilisé lors des bombardements de l'armée allemande. Il dit utiliser des infusions aux feuilles de baobab pour se soigner.

### Soutien de Blaise Diagne

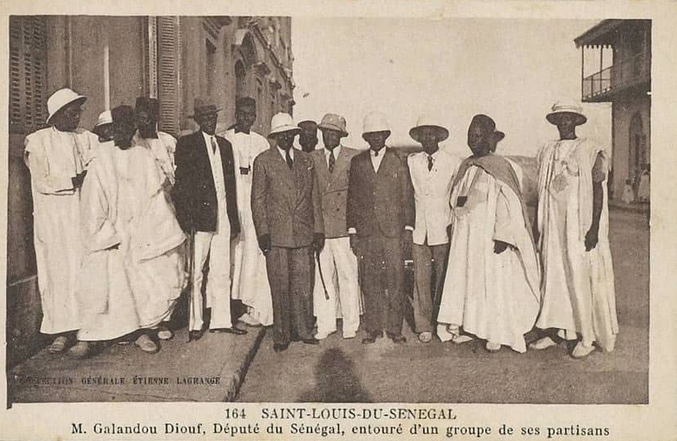
Galandou Diouf à Saint-Louis avec ses partisans en 1921.

Après la guerre, Galandou Diouf participe à la mission militaire de Blaise Diagne (1918-1919) dans le but de recruter des soldats afin de créer une armée en Afrique-Occidentale française (AOF). De février à août 1918, ils se rendent notamment à Bamako (Mali), Djenné (Mali), Ouagadougou (Burkina Fasso), Kouroussa (Guinée), Kindia (Guinée), Bougouni (Sénégal), accompagnés d'une escorte de 350 membres.
Galandou Diouf devient l'un des principaux lieutenants de Blaise Diagne avec Jean Daramy d'Oxoby, son second. Diouf fut vite supplanté par Diagne puis continua néanmoins à collaborer avec lui et le soutint jusqu'en 1928.
Les premiers signes de tensions apparaissent en 1920 lorsque Diagne, sous la pression administrative coloniale, soutient la restauration du Conseil colonial. Des rumeurs de rupture naissent lorsque ce dernier signe en 1923 l'accord de Bordeaux, très controversé. Séduit par Lamine-Gueye, Galandou Diouf, alors vice-président du Conseil colonial et président de sa Commission permanente, se dissocie de Diagne et joint les forces d'opposition.
À la mort du député Diagne en 1934, Galandou Diouf est élu au palais Bourbon. Il était opposé au « diagniste » Amadou Dugay-Clédor. Contrairement à Diagne et Gueye, Galandou Diouf est vu tel un leader accessible et jovial, adoptant plus de simplicité et un langage direct. Il est soutenu par une coalition comprenant la confrérie des Mourides, producteurs d'arachides, ainsi que les cultivateurs et les anciens combattants.

## Assemblée nationale
Galandou Diouf est élu député parlementaire à la Chambre des députés française par 6.126 voix, contre 4 584 à son concurrent direct, son neveu, le républicain socialiste Amadou Lamine-Guèye. Blaise Diagne avait lui-même, en 1932, battu Diouf par 7 250 voix contre 3.785.
Il prend son poste le 29 juillet 1934 et sera réélu le 26 avril 1936. Les priorités de son mandat sont avant tout économiques, il favorise la défense des intérêts de la côte occidentale d'Afrique, notamment le commerce des arachides et des oléagineux.
Il déposa notamment une proposition de loi tendant à assurer la citoyenneté française à tous les habitants de l'Afrique-Occidentale française et de l'Afrique-Équatoriale française (AEF) titulaires au titre militaire de la Légion d'honneur, de la médaille militaire ou encore pensionnés de guerre ou anciens combattants. Ces propositions seront rejetées.

« Il est temps, après vingt ans d'attente et d'espoirs déçus de ne pas marchander à ces anciens combattants de la Grande Guerre, cette modeste expression de la reconnaissance nationale. »

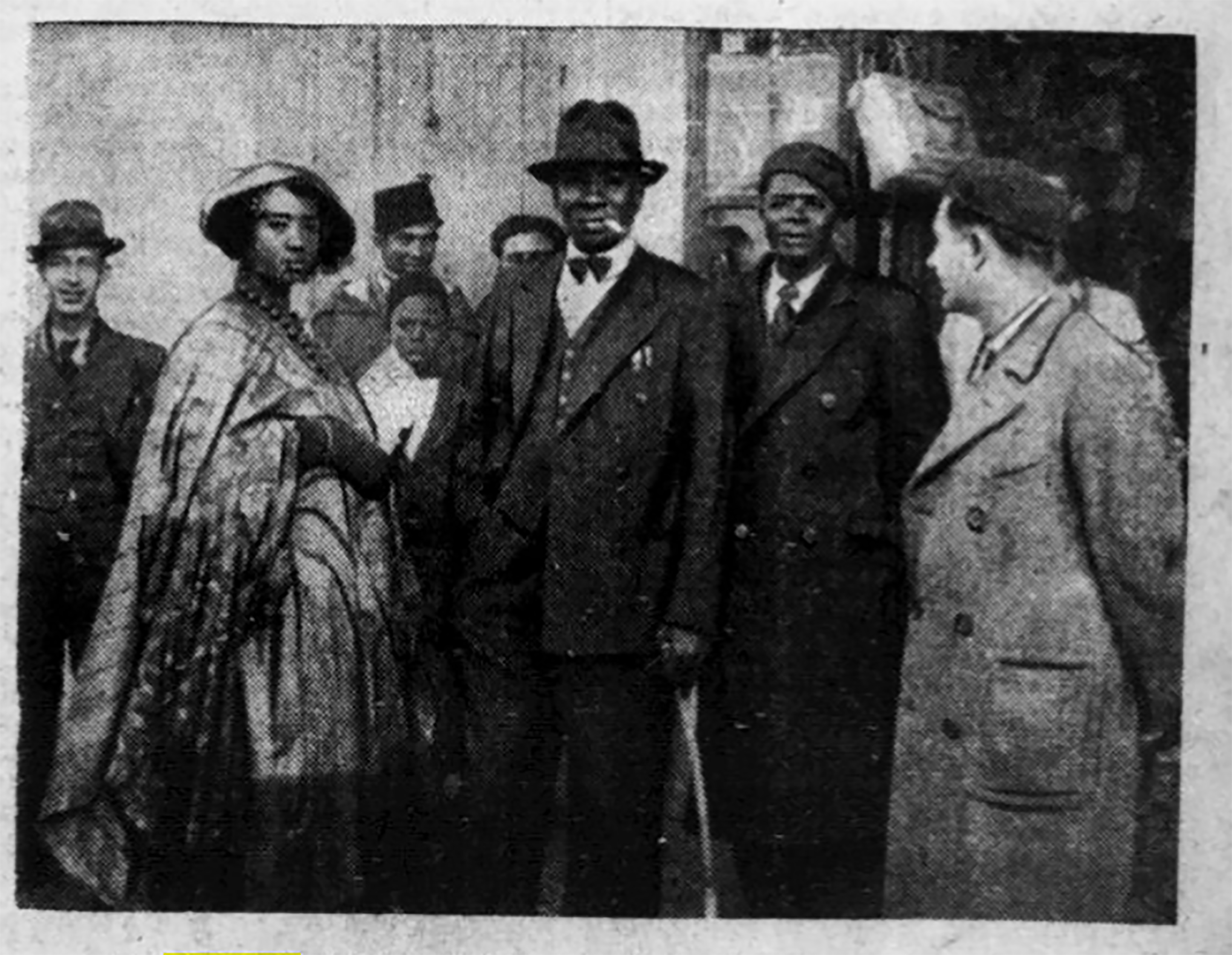
Galandou Diouf avec sa femme en escale à Casablanca, en janvier 1939.

De 1934 à 1936, il aura comme secrétaire parlementaire Marie-Thérèse Jupin, puis en 1939 Paulette Nardal, qui a été la première femme noire à étudier en Sorbonne, entre 1920 et 1926, à laquelle il fera découvrir l'Afrique lors d'un voyage au Sénégal.
Il était également membre de la Commission parlementaire de l'Algérie, des colonies et des protectorats présidée par Pierre Tattinger puis Georges Nouelle.

### Le Front populaire
Face à la montée des partis d’extrême droite, une coalition de partis de gauche s’installe au parlement, réunissant trois principaux partis, la SFIO, le Parti radical et le Parti communiste, concrétisée par le premier gouvernement de Léon Blum. D’importantes réformes sont mises en place, telles que la réduction du temps de travail et la semaine de congés payés. Les effets se font également ressentir dans les colonies avec la volonté d’augmenter le pouvoir d’achat, l’africanisation du service public et l’harmonisation des salaires entre Africains et Européens.
Ces années marquent la création du premier parti politique moderne : le Parti socialiste sénégalais (PSS). Aussi, la création de syndicats, surtout dans les villes, et l’émergence de Lamine Gueye comme leader de la SFIO, qui s’oppose à Galandou Diouf. Leur programme est malgré tout assez similaire comprenant des réformes de gauche : égalité salariale, indemnités et traitement égal entre les fonctionnaires africains et européens, accès des Africains à plus de promotions dans la hiérarchie et l'obtention des mêmes droits de travail qu’en métropole, la restauration du conseil général, la création de communes de plein exercice supplémentaires, l'éducation primaire obligatoire dans les communes de plein exercice, la protection de l’économie de l’arachide et l’abolition de l’indigénat.
Les élections législatives de 1936 vont opposer Galandou Diouf et Lamine Gueye. Diouf gagnera 8 323 voix contre 4 288 pour Lamine Gueye en dépit du fait qu’un gouvernement socialiste prendra pouvoir dans la métropole.

## Seconde Guerre mondiale
En 1939, il déclarera le loyalisme de l'AOF à la France et clamera qu'un million de soldat pourraient se battre pour défendre l'Europe de l'invasion de l'Allemagne nazie. Également, en mars 1939, il s’associe avec Gratien Candace, Gaston Monnerville et Cénac-Thaly à un rassemblement de la Ligue internationale contre l’antisémitisme (LICA) contre toute concession à l’Axe.

### LeMassilia
Le 10 juillet 1940, il était absent lors du vote des pleins pouvoirs à Pétain. À Bordeaux, le 19 juin 1940, il co-signe avec Maurice Satineau, Gratien Candace et Gaston Monnerville un appel solennel à poursuivre la lutte à partir de l’empire. Candace, ancien ministre et vice-président de la Chambre, le remet au président Albert Lebrun et aux présidents des chambres :

« Notre France est blessée mais ne peut pas s’abandonner. Hommes de couleur, représentants de nos colonies au parlement national, nous venons vous supplier de sauver notre grande et chère patrie dans l’honneur, dans la dignité et dans le respect de la parole donnée. En s’appuyant sur son vaste empire, en concentrant tous ses moyens de défense en Afrique du Nord et dans son Afrique noire, elle pourra lutter jusqu’au dernier souffle et, par son héroïsme et sa loyauté, elle maintiendra ses alliances et ses amitiés et sera sûre de conserver la sympathie et la confiance de l’Angleterre et de ses Dominions, de s’assurer le concours et toute la sympathie agissante de l’Amérique. »

Dans la perspective d’un départ pour l’Afrique du Nord, Gratien Candace, Galandou Diouf et Maurice Satineau obtiennent de Charles Pomaret, ministre de l’Intérieur, des passeports pour quitter la métropole. Diouf est finalement le seul à embarquer sur le Massilia.
Il embarqua en effet à bord du Massilia au port du Verdon près de Bordeaux le 21 juin 1940, la veille de la signature de l'armistice. Ce paquebot, qui devait transporter les parlementaires en vue de constituer un gouvernement de résistance à Casablanca, arrivera le 24 juin. À bord du Massilia se trouvaient des dizaines d'autres parlementaires, dont Georges Mandel, Jean Zay ou Pierre Mendès-France. Ils seront arrêtés et rapatriés en métropole, certains exécutés. Galandou Diouf ne fut autorisé à regagner la France que le 18 juillet 1940. Il sera autorisé à rentrer au Sénégal et à continuer son mandat de député.

## Décès
Galandou Diouf décède le 6 août 1941 à Cannes, dans la résidence surveillée qui lui avait été assignée par le gouvernement de Vichy. Une cérémonie a eu lieu le 18 août 1950 à Marseille avant le départ de ses cendres à bord du Medie II. Ses cendres seront inhumées dans sa ville natale, à Saint-Louis au Sénégal, en août 1950.

## Vie personnelle
Il s'est marié avec Kéwé N'Daw (1887-1952) à l'hôtel de ville de Rufisque le 20 juillet 1934. Il aura quatre enfants avec Kéwé N'Daw dont :
- Marième Diouf, née en 1906.
- Mohamed Galandou Diouf, né en 1914.
- Ndeye Déthié Diouf, né en 1916.
- Moustapha Diouf, né en 1919 (ancien lieutenant parachutiste dans l'armée du général de Gaulle)[26].

Galandou Diouf était polygame, selon certaines pratiques matrimoniales sénégalaises. Dans ses mémoires, Paulette Nardal décrit qu'il avait une concubine habitant à Saint-Louis. Sa seconde femme se prénommait Khady Diop et était originaire de Tivaouane.

## Récompenses et distinctions

### Décorations
- Officier de la Légion d'honneur (1940), chevalier (1918)[29]

### Hommages

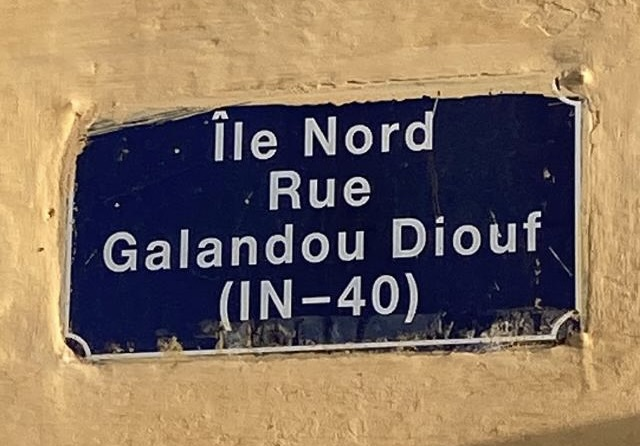
La rue Galandou-Diouf à Saint-Louis (Sénégal), au nord de l'île.

- Le lycée Galandou-Diouf de Dakar porte son nom, situé dans le quartier Mermoz-Sacré Cœur.
- La rue Galandou-Diouf se trouve à Dakar entre l'avenue Jean-Jaurès et la rue Malenfant
- La rue Galandou Diouf IN-40 se trouve à Saint-Louis entre l'avenue Jean Mermoz et le quai Giraud.
- Le stade Ngalandou Diouf se trouve à Rufisque ; il a été rénové en 2018.

### Archives
- Les papiers personnels de Galandou Diouf sont conservés aux Archives nationales sous la cote 110AP.